# Андреєв Володимир Миколайович
Андреєв Володимир Миколайович (31. 03(12. 04). 1889, Астрахань, Російська імперія — після 1968, Кишинів, Молдавська РСР) — ботанік, доктор біологічних наук (1938).
Поступив до Київського університету, проте 1908 року був виключений. У 1912 році закінчив фізико-математичний факультет Київського університету. Того ж року почав працювати асистентом Новоолександрійського інституту сільського господарства і лісівництва. З 1916 року викладав дендрологію та географію рослин у ньому ж. З початком Першої світової війни інститут перенесли до Харкова, там і мешкав Володимир Андреєв з 1915 року.
За радянської влади став професором створеного на базі Новоолександрійського інституту Харківського інституту сільського господарства та лісознавства. Працював на цій посаді у 1922-1930 роках. Паралельно був завідувачем відділу медоносних рослин Харківської бджільницької станції. Також у 1926-1930 роках працював за сумісництвом у Всесоюзному інституті рослинництва. У 1930-1932 роках короткий час мешкав у Києві, де виконував обов'язки декана факультету лісівництва та завідувача кафедри дендрології Київського лісотехнічного інституту.
У 1932 році переїхав до Абхазії, де завідував кафедрою біології Сухумського педагогічного інституту та працював у Сухумському інституті субтропічного плодівництва. У 1937–1940 роках переїхав до Пермі, де був професором сільськогосподарського інституту. У 1940–1941 навчальному році завідував кафедрою ботаніки Кишинівського сільськогосподарського інституту. З початком німецько-радянської війни був евакуйований разом з інститутом до Свердловська. Був завідувачем кафедри ботаніки Свердловського сільгоспінституту.
У 1944 році Андреєв повернувся на посаду завідувача кафедри в Кишинівському сільгоспінституті. У 1946 році став першим завідувачем кафедри ботаніки Молдавського університету, а також був завідувачем гербарію Ботанічного саду Академії наук МРСР.

## Наукові праці
- Характер растительности юго-восточных Каракум. К., 1912(рос.)
- Дендрология. Ч. 1. К., 1925; Ч. 2. Х., 1926;
- Кількість нектару // Пасішник. 1926
- Андреев В.Н. Пыльца растений, собираемая пчёлами // С.-х. опытное дело. – Харьков, 1925-1926. – №1(7)-№2(8) – с. 11-16(рос.)
- Андреев В.Н. О движении боковых ветвей древесных пород. // Лесоведение и лесоводство, вып. 5, 1928(рос.)
- Андреев В. Н. (1927-1928). Гомологические ряды некоторых Дубов. Труды. по прикладной ботанике, генетике и селекции, XVIII, 2, 371-454(рос.)
- Андреев, В. Н. (1931). Эвкомия, китайское гуттаперчевое дерево на Украине и на Кавказе. Сб. ст. Укр. н.-иссл. инст. каучука и гуттаперчи, Киев(рос.)
- Огляд з натурализації деревних порід. Вісті Харьк. ін - ту с.-г.
- Про спори грибків в обножці перзі та меду. Пасішник.
- Ядовитые растения Молдавии. Кишинев, 1949
- Карта растительности Молдавии. Кишинев, 1949
- Деревья и кустарники Молдавии: В 3 т. Кишинев, 1957–68.